# Colletes kudonis
Colletes kudonis is een vliesvleugelig insect uit de familie Colletidae. De wetenschappelijke naam van de soort is voor het eerst geldig gepubliceerd in 1927 door Cockerell.